# Demografia da Áustria

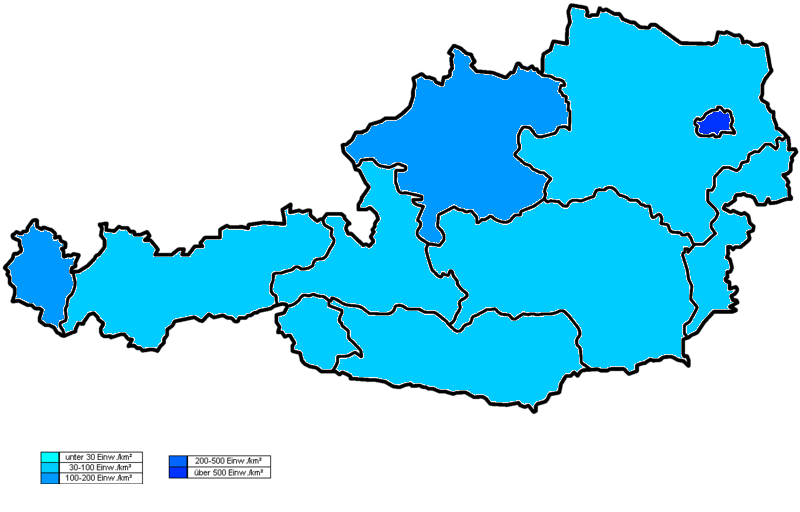
Áustria, por densidade populacional (quanto mais escuro maior a densidade).

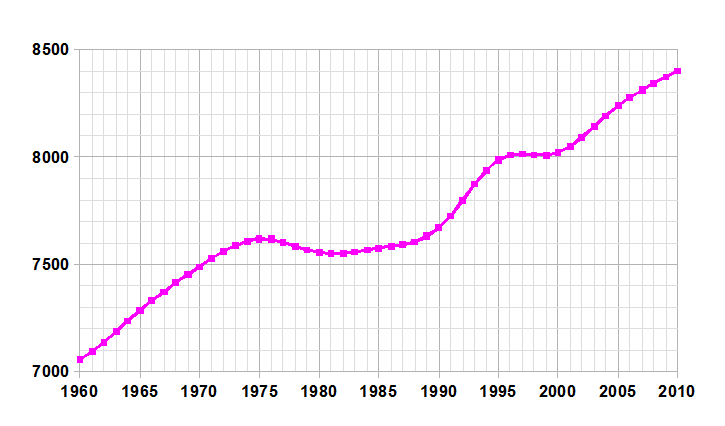
Mapa da demografia da Áustria.

A Áustria, apesar de ser um pequeno país da Europa Central, é um dos principais centros culturais da Europa. Viena, a capital e maior cidade, situa-se nas margens do rio Danúbio. Os Alpes e seus contrafortes estendem-se pelas regiões oeste, sul e central. Conta com várias estações de esqui. Lagos e densas florestas cobrem grande parte do território.
Em 2019, a população da Áustria era estimada em aproximadamente 8 858 775 pessoas. A maior cidade é Viena, com 1,8 milhões de pessoas (2,6 milhões, se incluir os subúrbios nas cercanias), representando um-quarto da população do país. Em 2011, 6,75 milhões de pessoas (81% da população) afirmavam não ser descendentes de imigrantes, enquanto 1,6 milhões (19% da população) tinham pelo menos um dos pais descendente de um imigrante. De fato, 15,2% das pessoas que vivem na Áustria (ou 1,27 milhões) não nasceram no país. Destes, 764 000 nasceram fora da União Europeia, enquanto 512 000 nasceram dentro de outro Estado da UE.
Alemães, cidadãos da antiga Iugoslávia (sérvios, croatas, bosníacos, eslovenos, etc), romenos, húngaros e poloneses formam a maior parte da população estrangeira europeia da Áustria. Há também uma forte imigração do Oriente Médio, especialmente da Turquia, com 185 592 turcos (incluindo curdos) morando em solo austríaco, fazendo deles o segundo maior grupo étnico estrangeiro no país (atrás dos alemães). Nos últimos anos, refugiados da Síria, Iraque e Afeganistão têm chegado em grandes números na Áustria.
De acordo com um censo de 2001, cerca de 88,6% das pessoas que vivem na Áustria têm o alemão como língua nativa (96% com um dialeto bávaro) enquanto 11,4% falam outras línguas, muitas delas ligadas a minorias do tempo da Monarquia de Habsburgo, embora haja um crescente número de falantes de outras línguas resultante da recente imigração não europeia (como árabe e turco).
Cristianismo é a maior religião da Áustria, mas vem perdendo força nas últimas décadas. Em 2016, cerca 58,8% da população austríaca era registrada como Católica Romana, 6% são filiados a Igreja Ortodoxa e 3,4% são protestantes. Judaísmo já foi uma força considerável no país, contudo, emigração e, principalmente, o Holocausto, reduziram o número de judeus, para apenas 15 000. Por outro lado, o Islã vai na contra-mão das outras religiões e mostra um crescimento acentuado de adeptos, principalmente devido a imigração de turcos e árabes do Oriente Médio. Cerca de 7% das pessoas vivendo na Áustria se identificam como muçulmanas. Enquanto isso, 24% da população austríaca não segue uma religião.